# Antiguoko Kirol Elkartea
Antiguoko Kirol Elkartea (Club Esportiu d'Antiguo en català) és un club de futbol basc juvenil amateur amb seu a Antiguo, una part de Sant Sebastià, al País Basc.
Actua com a club alimentador de l'Athletic de Bilbao, havent tingut prèviament el mateix acord amb la Reial Societat.

## Història
L'Antiguoko es va fundar l'any 1982, moment en què l'equip ni tan sols posseïa el seu propi terreny.
Diversos jugadors famosos que van aparèixer a la Reial Societat així com a altres equips –i a la selecció espanyola– s'han graduat al club, com ara Xabi Alonso, Mikel Arteta, Javier de Pedro i Yuri Berchiche. Les comissions de venda de transferències multimilionàries que involucren Alonso i Arteta han proporcionat fons perquè l'Antiguoko millori les seves instal·lacions.
Aritz Aduriz, Andoni Iraola i Ander Murillo també eren productes juvenils d'Antiguoko, i després es van presentar professionalment amb els veïns bascos de la Reial Societat, l'Athletic Club, club que va tenir un acord formal amb Antiguoko durant diverses temporades i continua per adquirir els seus jugadors de manera regular.
La plantilla Juvenil A juga al Grup II de la Divisió d'Honor Juvenil de Futbol. Entre els oponents del grup de la lliga hi ha els equips de formació de l'Athletic de Bilbao, la Reial Societat i l'Osasuna, altres clubs els departaments d'adults dels quals competeixen a diferents nivells, des de la Lliga fins a Tercera Divisió, i una altra forta organització només juvenil, Danok Bat. El Juvenil B juga a la Lliga Nacional Juvenil de Futbol que és la divisió inferior de la mateixa estructura, i el Juvenil C participa a la Lliga Basca un nivell més avall, com en les lligues d'adults, els diferents equips no poden coincidir a la vegada al mateix nivell.
Antiguoko va acabar primer de la lliga la 2006-07, cosa que els va donar una rara oportunitat de competir a nivell nacional a la Copa de Campions Juvenil i la Copa del Rei Juvenil.